# 30,5-cm-Marinekanone Škoda K10
Die 30,5-cm-Marinekanone Škoda K10 war ein Schiffsgeschütz der österreich-ungarischen Marine, welches im Ersten Weltkrieg zum Einsatz kam.

## Entwicklung
Anfang 1908 begannen bei Škoda in Pilsen die Entwicklungsarbeiten an einer neuen Kanone mit dem Kaliber von 30,5 cm. Recht zügig konnte Škoda einen ersten Prototypen der österreich-ungarischen Marine vorstellen, welche diese auch gleich befürwortete. Noch im gleichen Jahr begann Škoda mit der Serienproduktion.

## Produktion
Die Škoda-Werke in Pilsen stellten insgesamt 65 der 30,5-cm-Marinekanone Škoda K10 her.

## Technische Beschreibung
Die K10 verfügte über eine 5 cm längere Feuerkammer als ihre Vorgängergeschütze, was mehr Platz für Treibladungen ermöglichte. Der horizontal verschiebbarer Verschluss von der deutschen Friedrich Krupp AG ermögliche die Verwendung von Granaten mit Projektil und Hülse. Die verwendete Munition waren panzerbrechende Granaten und Spitzmunition mit je einem Gewicht von 450 kg.
Die Länge eines Geschützrohres betrug 13 m. Der Höhenrichtbereich in den Geschütztürmen beider Schiffsklassen betrug zwischen −4 und +20 Winkelgrad. Zu den Seiten war es möglich, die Geschütztürme um 140 Winkelgrad nach rechts und links zu drehen. Mit einer Mündungsgeschwindigkeit von 800 m/s und der maximalen Erhöhung von 20 Winkelgrad konnte die Granaten bis zu 22 km weit feuern. Zum Nachladen mussten die Rohre immer wieder auf +2 Winkelgrad eingestellt werden.
Die Geschütztürme, in denen sich die Geschützrohre befanden, wiesen mehrere Konstruktionsmängel auf. So war die Panzerung und der Schutz der Besatzung unzureichend, insbesondere im Panzergürtel zwischen dem Turm und der darunter liegenden Kasematte. Die Entfernungsmesserkuppeln auf den Türmen waren überdimensioniert, dass wenn sie bei einem Treffer weggesprengt würden, die Panzerung freigelegt hätten. Das Belüftungssystem war ebenfalls mangelhaft. Wenn in einem Gefecht die Feuerrate am höchsten war, die Gase nicht schnell genug heraussaugen konnte. So blieben einer Geschützbedienung nur 15 Minuten bevor ihnen der Sauerstoff ausging. Auf der Viribus Unitis verursachten die 630 t schweren Geschütztürme Verformungen im Rumpf, weshalb Versteifungen und Gewichtsverstärkungen in der Struktur angebracht werden mussten. Die wurde bei den nachfolgenden Schiffen ebenfalls beachtet.

## Einsatz

### Österreich-Ungarn
Die ersten dreizehn K10 war als Hauptbewaffnung für die Schlachtschiffe der Radetzky-Klasse. Alle drei Schiffe dieser Klasse waren mit je einem Zwillingsgeschützturm mit der K10 am Bug und am Heck ausgerüstet. Auf den vier Schlachtschiffen der Tegetthoff-Klasse wurden die letzten 52 Kanonen der K10 in vier überschießenden Drillingstürmen, je zwei an Bug und Heck, verbaut.

### Königreich Italien

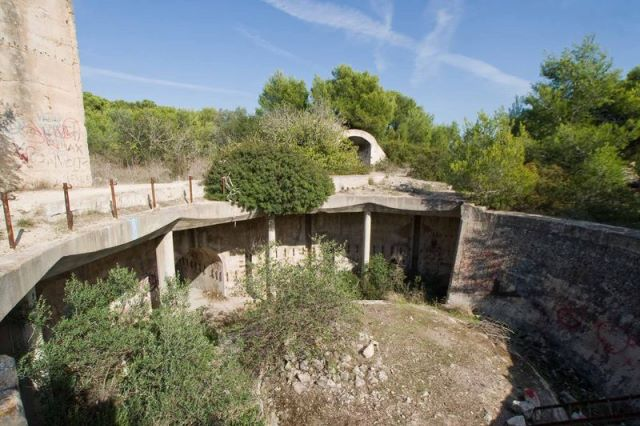
Kanonenstellung einer Cannone da 305/42 bei Leporano

Nach dem Ende des Ersten Weltkrieges gingen die Tegetthoff, die Erzherzog Franz Ferdinand, die Radetzky und die Zrinyi als Reparationszahlung an das Königreich Italien. Bis 1920 lagen alle vier Schiffe in Ancona und Venedig vor Anker. Zwischen 1920 und 1926 wurden die Schiffe nach und nach in La Spezia verschrottet.
Die schweren Artilleriegeschütze wurden als Küstengeschütze unter der Bezeichnung Cannone da 305/42 weiter genutzt. Dabei waren sie ab 1931 für den Einsatz in Einzellafetten in Trapani, Pantelleria und Tobruk geplant. Auf Ischia, Ponza und Capri war die Installation von 13 Geschützen vorgesehen. Mit dem Ausbruch des Zweiten Weltkrieges sollten drei für Tobruk vorgesehene Geschütze auf Einzellafetten zur Bewaffnung der Batterie Cattaneo bei Tarent und Leporano aufgestellt werden. Als Italien 1943 kapitulierte, waren die Stellungen für die Geschütze noch nicht fertiggestellt.